# 沈宗良
沈宗良（？—？），中國清朝官員，籍貫不詳。
乾隆十九年（1754年），沈宗良接替徐德峻，以萬丹縣丞身分擔任台灣府諸羅縣知縣。掌管今嘉義縣、嘉義市、雲林縣一帶政事。